# 波尔蒂约
波尔蒂约（法語：Portieux，法語發音：[pɔʁtjø]）是法国大東部大區孚日省的一个市镇，属于埃皮纳勒区。该市镇2009年时的人口为1,258人。

## 人口
波尔蒂约人口变化图示
| 数据来源：INSEE |